# Central Hockey League 1976-1977
La stagione 1976-1977 è stata la 14ª edizione della Central Hockey League, lega di sviluppo creata dalla National Hockey League per far crescere i giocatori delle proprie franchigie. La stagione vide al via sei formazioni e al termine dei playoff i Kansas City Blues conquistarono la loro prima Adams Cup.

## Squadre partecipanti
Rispetto alla stagione precedente si sciolsero i Tucson Mavericks e fecero il loro ritorno i Kansas City Blues.
- Dallas Black Hawks
- Fort Worth Texans
- Kansas City Blues
- Oklahoma C. Blazers
- Salt Lake Golden Eagles
- Tulsa Oilers

## Stagione regolare
|  | Pos. | Squadra                 | Pt  | G  | V  | S  | N  | GF  | GS  | DR   |
|  | ---- | ----------------------- | --- | -- | -- | -- | -- | --- | --- | ---- |
|  | 1.   | Kansas City Blues       | 101 | 76 | 46 | 21 | 9  | 322 | 225 | +97  |
|  | 2.   | Dallas Black Hawks      | 86  | 76 | 35 | 25 | 16 | 281 | 231 | +50  |
|  | 3.   | Tulsa Oilers            | 84  | 76 | 37 | 29 | 10 | 314 | 289 | +25  |
|  | 4.   | Fort Worth Texans       | 79  | 76 | 35 | 32 | 9  | 272 | 261 | +11  |
|  | 5.   | Salt Lake Golden Eagles | 68  | 76 | 31 | 39 | 6  | 276 | 288 | -12  |
|  | 6.   | Oklahoma C. Blazers     | 38  | 76 | 15 | 53 | 8  | 245 | 416 | -171 |

Legenda:

      Ammesse ai Playoff
Note:

Due punti a vittoria, un punto a pareggio, zero a sconfitta.

## Playoff
|  | Semifinali | Semifinali         | Semifinali |              |   | Finale            | Finale | Finale |  |
|  |            |                    |            |              |   |                   |        |        |  |
|  | 1          | Kansas City Blues  | 4          |              |   |                   |        |        |  |
|  | 1          | Kansas City Blues  | 4          |              |   |                   |        |        |  |
|  | 4          | Fort Worth Texans  | 2          |              |   |                   |        |        |  |
|  | 4          | Fort Worth Texans  | 2          |              | 1 | Kansas City Blues | 4      |        |  |
|  |            |                    |            |              | 1 | Kansas City Blues | 4      |        |  |
|  |            |                    | 3          | Tulsa Oilers | 0 |                   |        |        |  |
|  | 2          | Dallas Black Hawks | 3          | Tulsa Oilers | 0 | 1                 |        |        |  |
|  | 2          | Dallas Black Hawks |            |              |   |                   |        |        |  |
|  | 3          | Tulsa Oilers       | 4          |              |   |                   |        |        |  |

## Premi CHL
- Adams Cup: Kansas City Blues
- Iron Man Award: Glen Surbey (Tulsa Oilers)
- Jake Milford Trophy: John Choyce (Fort Worth Texans)
- Max McNab Trophy: Bill McKenzie (Kansas City Blues)
- Most Valuable Defenseman Award: Mike O'Connell (Dallas Black Hawks)
- Rookie of the Year: Bernie Federko (Kansas City Blues)
- Terry Sawchuk Trophy: Yves Bélanger (Kansas City Blues) e Gord McRae (Dallas Black Hawks)
- Tommy Ivan Trophy: Barclay Plager (Kansas City Blues)